# Педагогіка
Педаго́гіка (грец. παιδαγωγική — майстерність виховання) — наука про спеціально організовану цілеспрямовану і систематичну діяльність з формування людини, про зміст, форми і методи виховання, освіту та навчання.
Предмет педагогіки — цілісний педагогічний процес, спрямований на розвиток і формування особистості в умовах її виховання, навчання та освіти.
Об'єкт педагогіки — виховання як свідомо і цілеспрямовано здійснюваний процес. Об'єктом педагогіки є ті явища, які обумовлюють розвиток індивіда в процесі цілеспрямованої діяльності суспільства.
Педаго́г, педагоги́ня (від грец. παιδαγογ — вихователь, вихователька) — особа, що займається викладацькою чи виховною роботою і має необхідну підготовку в цій царині; науковець, науковиця, що займається теоретичними проблемами педагогіки. Зміст педагогічної професії — у вихованні молодого покоління.

## Історія

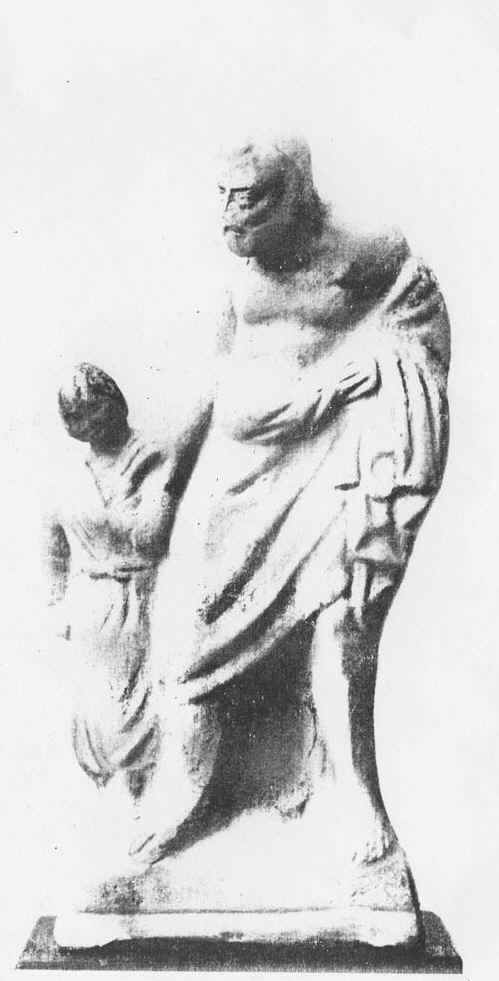
Теракотова статуетка грецького педагога з дитиною

Перші спроби осмислення практики виховання з урахуванням потреб суспільства виділяють у давній Греції. Вислови про мету, завдання, зміст і засоби виховання (звичайно, тільки для вільнонароджених) займали видне місце у творах Демокрита, Платона, Арістотеля та ін. давньогрецьких філософів. Ці вислови не були самостійними педагогічними теоріями, а були компонентами філософських систем або проектів організації суспільства. Для подальшого розвитку педагогічної думки велике значення мали ідеї старогрецьких філософів про опору виховання на принципи етики й психології, про єдність розумового, етичного й фізичного виховання, про вікову періодизацію розвитку людини й ін. У Стародавньому Римі виник особливий інтерес до проблем організації, вмісту й методів навчання в риторських школах. Книга Квінтіліана «Про виховання оратора» з'явилася по суті першою спеціальною працею, де був узагальнений досвід навчання, сформульовані вимоги до вчителя й вихователя, містилися вказівки на необхідність урахування індивідуальних особливостей дітей.
Педагогічні переконання європейських народів за доби Середньовіччя відчули сильний вплив християнства, що стало панівною релігією феодального суспільства в Європі; всі погляди на виховання розвивалися виключно в рамках християнського богослов'я. Аналогічне положення було й в інших регіонах земної кулі, де панували інші релігійні ідеології (іслам, буддизм).
Прагнення до звільнення людської думки від релігійних догматів, відродження інтересу до самої людини в його повсякденній діяльності, характерне для епохи розкладання феодального суспільства й зародження капіталістичних суспільних відносин (14-16 століття), відбилися й на педагогічних переконаннях. У різних за жанром творах гуманістів епохи Відродження (Мор Томас, Томазо Кампанелла, Еразм Роттердамський, Франсуа Рабле, Мішель Монтень й інших) висувалися ідеї всебічного й гармонійного розвитку духовних і фізичних сил людини, світської освіти на базі засвоєння культурної спадщини античного світу й досягнень наукових знань, що бурхливо розвивалися в той період.
Історія педагогіки як цілісної теорії виховання людини пов'язана з ім'ям чеського мислителя Яна Амоса Коменського, який, узагальнивши і теоретично осмисливши практику європейського виховання, створив струнку педагогічну систему. У «Великій дидактиці» Каменського розглянуто основні проблеми навчання й виховання. Коменський виявився основоположником класно-урочної системи навчання. Педагогічна теорія Коменського була органічною частиною його широкої соціально-політичної концепції, викладеної в капітальній праці «Загальна рада про виправлення справ людських», одна із частин якого («Пампедія») повністю присвячена педагогічним питанням. Зокрема, в ній вперше сформульована і розкрита ідея безперервної освіти і виховання людини впродовж всього життя, викладені вимоги до підготовки книг як головного інструменту освіти і т. д.
З 17 століття в розвитку педагогічної думки можна виділити дві основні течії: з одного боку, продовжувала зберігати пануюче положення феодальна для клерикалізму концепція виховання, з іншої — починає складатися нове трактування виховання як засобу формування діяльної людини, підготовки її до життєвої боротьби за власне благополуччя. Яскравий вираз нові ідеали виховання отримали в працях англійського філософа-просвітителя Джона Локка, що висунув на перший план проблеми етичного й фізичного виховання й утилітаристського підходу, що з'явився родоначальником, до освіти й навчання. Важливе значення мала боротьба Локка проти теорії природжених ідей.
У 18 столітті теоретична розробка питань виховання здійснювалася, головним чином, у рамках Освіти. Спираючись на вчення Локка про природну рівність людей, передові французькі мислителі (Гельвецій, Дені Дідро, Жан-Жак Руссо та інші) розвивали положення про вирішальну роль виховання і середовища у формуванні особи. Дідро, зокрема, одним з основних завдань виховання вважав розвиток індивідуальності людини. Французькими матеріалістами обґрунтовувалася й популяризувалася ідея реальної освіти, яка повинна була витіснити так звану схоластичну утворену. Найбільший внесок у розвиток педагогічної думки в 18 столітті вніс Жан-Жак Руссо, що з'явився основоположником концепції природного, вільного виховання. Руссо спробував намітити завдання, зміст і методи виховання й навчання дітей, виходячи з особливостей їх фізичного й духовного розвитку на різних вікових етапах; висунув вимогу активізувати методи навчання дітей. Вплив ідей Руссо простежується в демократичних проектах реформи народної освіти у Франції в період революції 1789–1793, у діяльності німецьких філантропів (Йоганн Бернгард Базедов, Християн Готфрильд Зальцман, Йоахім Генріх Кампе та інших), що створили оригінальні педагогічні установи інтернатного типу і що поклали по суті початок теоретичній розробці Педагогіці.

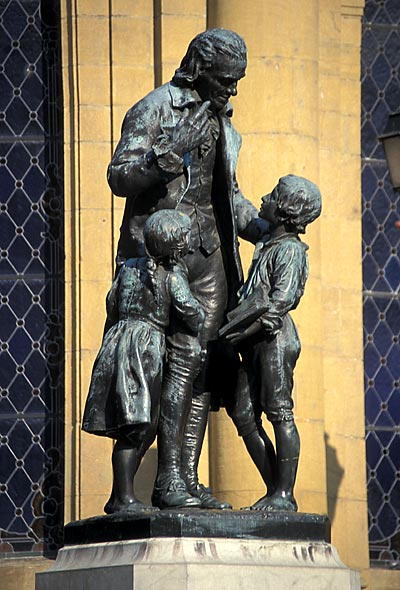
Пам'ятник Песталоцці в м. Івердон (Швейцарія)

Педагогічна думка 18-19 столітті випробувала дію ряду положень німецької класичної філософії (Іммануїл Кант, Йоганн Ґотліб Фіхте, Георг Вільгельм Фрідріх Гегель). У розробці ж власне педагогічної проблематики важливим етапом була діяльність швейцарського педагога-демократа Йоганна Генріха Песталоцці, який спробував побудувати теорію виховання й навчання на базі даних психології. Досвід і думки Песталоцці, що стосувалися розвитку дитини в процесі навчання й виховання, питань трудового навчання, методів первинного навчання читанню, листу, рахунку, географії і ін., з'явилися стимулом для розвитку науки про виховання в 1-й половині 19 століття Песталоцці був першим теоретиком народної школи.
У першій половині 19 століття німецький педагог, психолог і філософ Йоганн Фрідріх Гербарт зробив спробу представити педагогіку у вигляді наукової обґрунтованої теорії, що спирається на філософію й психологію (перша обґрунтовує цілі виховання, друга дозволяє відшукати правильні шляхи досягнення цієї мети). Низка положень Гербарта (роль інтересу в навчанні, що виховує характер навчання, структура навчального процесу й ін.) були використані в подальшому розвитку педагогіки. Проте разом із цим педагогами були засвоєні й консервативні сторони вчення Гербарта, що знайшли вираз у його теорії управління дітьми, яка по суті приводила до придушення особи дитини за допомогою детальної розробленої системи обмежень і покарань.
Значний внесок у розробку педагогіки взагалі й дидактики особливо вніс німецький педагог-демократ 19 століття Адольф Дістервег, який як один із найважливіших принципів виховання висунув принцип культуровідповідності — обліку в процесі виховання всієї сукупності даних культури, історії, економіки, характерних для країни й народу. Цей принцип разом з ідеєю природовідповідності виховання (яку обґрунтовували, трактуючи її, щоправда, різним чином, Каменський, Руссо, Песталоцці) значно збагатив педагогіку.
Наприкінці 19 століття виник рух так званої реформаторської педагогіки. Її прихильники критикували схоластичний вміст і догматичні методи навчання в школі, що пригнічувала особу учнів. Представники різного перебігу реформаторської педагогіки («нового виховання», «трудової школи», «руху за художнє виховання», «педагогіки особи» і інших) виступали за вільний розвиток індивідуальності кожної дитини, розробку нових організаційних форм і методів навчання, зміну змісту шкільної освіти, посилення виховного аспекту діяльності школи. Ідеї й концепції таких діячів реформаторської педагогіки, як Джон Дьюї, Георг Кершенштейнер, Людвіг Ґурліт, Генріх Шарельман, Жан Овідій Декролі, Марія Монтессорі, Адольф Фер'єр та інші панували у педагогіці до середини 20 століття, та зберегли в тій чи іншій мірі свій вплив і досі.

## Категорії
Основними категоріями педагогіки є: формування особистості, виховання, освіта, навчання.
Під формуванням особистості мають на увазі становлення індивідуума в результаті як цілеспрямованих впливів (виховання), так і різноманітних впливів навколишнього середовища. У сучасній зарубіжній педагогіці перша група впливів на людину часто позначається терміном «інтенціональне виховання», друга — «функціональне виховання».
Освіта — це процес і результат засвоєння системи знань, вироблення вмінь и навичок, який зрештою забезпечує певний рівень розвитку пізнавальних потреб і здібностей людини та його підготовку до того чи іншого виду практичної діяльності.
Важливим засобом освіти і виховання є навчання, тобто процес передачі і активного засвоєння знань, умінь і навичок, а також способів пізнавальної діяльності, необхідних для здійснення безперервної освіти людини. Процес навчання є двостороннім і включає як взаємозв'язані частини цілого: навчання — діяльність педагога з передачі знань і керування самостійною роботою учнів і діяльність учнів з активного вивчення системи знань, умінь і навичок — учіння.

## Освіта
Освітою називається процес і результат засвоєння системи знань, вироблення вмінь і навичок, що забезпечує певний рівень розвитку пізнавальних потреб і здібностей людини і його підготовку до того, або іншого виду практичної діяльності. Розрізняють загальну й спеціальну освіту. Загальна освіта забезпечує кожній людині такі знання, уміння і навички, які необхідні їй для всебічного розвитку і є базовими для отримання надалі спеціальної освіти, що має своєю метою підготовку до професійної діяльності. За рівнем і обсягом змісту як загальна, так і спеціальна освіта може бути початковою, середньою або вищою. Невід'ємною частиною загальної освіти є політехнічна освіта.

## Навчання
Найважливішим засобом освіти й виховання є навчання — процес передачі й активного засвоєння знань, умінь і навичок, а також способів пізнавальної діяльності, необхідних для здійснення безперервної освіти людини. Процес навчання є двостороннім, таким, що включає пов'язані частини цілого: викладання — діяльність педагога з передачі знань і керівництва самостійною роботою учнів і діяльність учнів з активного вивчення системи знань, умінь і навичок — навчання. Педагогіка входить у систему наук, які вивчають людину, людське суспільство, умови його існування (філософія, етика, естетика, психологія, політекономія, соціологія, історія, анатомія, фізіологія, медицина та ін.), і використовує їх теоретичні положення, дослідницькі методи (зокрема математичної статистики і кібернетики), а також результати конкретних досліджень.

## Структура й система дисциплін
У педагогіці існує низка відносно самостійних розділів, пов'язаних із дослідженням окремих сторін навчально-виховного процесу. Розробкою цілей, завдань, змісту, принципів, методів і організації освіти та навчання займається дидактика (теорія освіти й навчання); питання формування етичних якостей особи, політичних переконань, естетичних смаків, організації різноманітної діяльності учнів складають предмет теорії й методики виховання. Дослідженням сукупності всіх організаційно-педагогічних проблем, пов'язаних з управлінням народною освітою, мережею й структурою навчально-виховних установ і керівництвом їх діяльністю, займається школознавство.
У цілях конкретизації науково-дослідної роботи в області педагогіки і поглибленого професійного вивчення педагогіки як навчального предмету виникає потреба у виділенні специфічних особливостей виховання і навчання окремих вікових або професійно орієнтованих груп населення (діти дошкільного віку, учні загальноосвітніх шкіл, професійно-технічних, середніх спеціальних або вищих навчальних закладів, військовослужбовці і т. д.). У цьому разі умовно говорять про П. дошкільну, шкільну, вузівську тощо й розглядають питання організації й методів виховання й навчання даного контингенту учнів з урахуванням специфіки прояву в цих умовах педагогічних закономірностей.
До власне педагогіки примикають методики викладання окремих навчальних дисциплін, що вивчаються в навчальних закладах різного типу; дефектологія, що досліджує психофізіологічні особливості розвитку аномальних дітей, закономірності їхнього виховання, освіти і навчання (з виділенням вузькоспеціалізованих галузей: теорія і методика виховання, освіти і навчання глухих і глухуватих дітей — сурдопедагогіка; сліпих і сліпців — тифлопедагогіка, з вадами розумового розвитку — олігофренопедагогіка, з порушеннями мовлення — логопедія); історія педагогіки вивчає розвиток теорії і практики виховання, освіти і навчання в різні історичні епохи.

## Національне виховання
Національне виховання — виховання дітей на культурно-історичному досвіді рідного народу, його традиціях, звичаях і обрядах, багатовіковій мудрості, духовності. Воно є конкретно-історичним виявом загальнолюдського гуманістичного і демократичного виховання. Таке виховання забезпечує етнізацію дітей як необхідний і невід'ємний складник їх соціалізації. Національне виховання духовно відтворює в дітях народ, увічнює в зростаючих поколіннях, як специфічне, самобутнє, що є в кожній нації, так і загальнолюдське, спільне для всіх націй.